# San Ginés (Madrid)

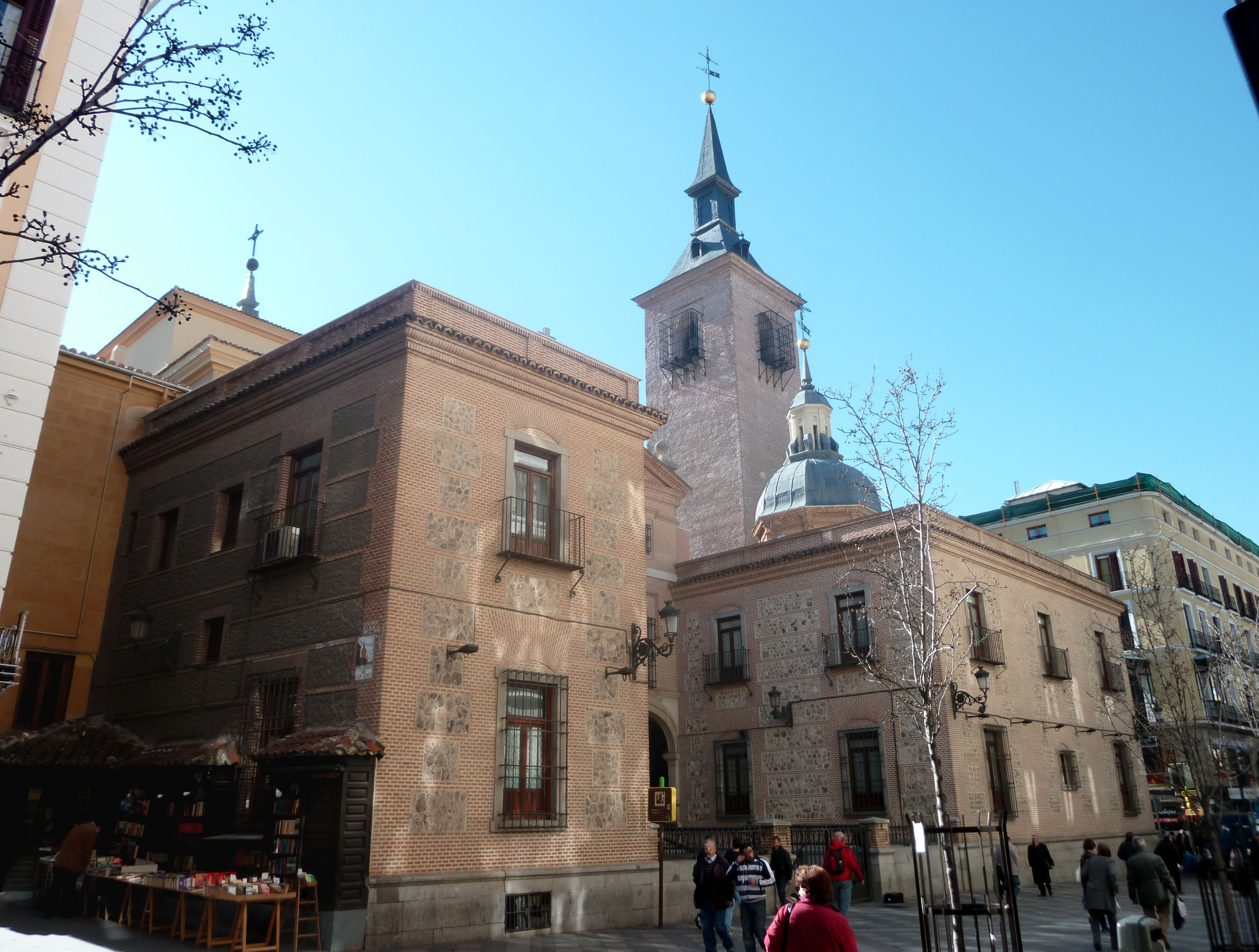
Iglesia de San Ginés (Madrid)

Die Kirche San Ginés, die Kirche des Heiligen Genesius von Arles (spanisch Iglesia de San Ginés de Arlés), ist eine dem Heiligen Genesius, dem Patron von Arles gewidmete Kirche. Sie ist eine der ältesten römisch-katholischen Kirchen Madrids.

## Geschichte
Die Kirche wurde erstmals im 9. Jahrhundert erwähnt. Das Gotteshaus wurde im Mudéjar-Stil erbaut. Nach einem Brand im Jahr 1645 wurde sie im klassizistischen Stil mit kreuzförmigem Grundriss, einem Kirchenschiff, zwei durch Rundbögen getrennten Seitenschiffen und mehreren Seitenkapellen wieder aufgebaut. Von der alten Kirche ist nur noch der Glockenturm erhalten. Eine Loggia und ein Atrium mit Blick auf die Calle Arenal wurden im Jahr 1870 hinzugefügt. In den Kapellen befinden sich unter anderem Gemälde von Alonso Cano, Luca Giordano und El Greco.